# チャンドラー・ハッチソン
チャンドラー・ハッチソン (Chandler Hutchison、1996年4月26日 - )はアメリカ合衆国のプロバスケットボール選手。大学時代はボイシ州立大学に所属した。

## 経歴

### 高校
ハッチソンはミッションビエホ高校に所属した。
3年生の時、彼は試合平均で13.8得点、4.8リバウンドを記録し、ミッションビエホ高校を地区大会準々決勝まで導いた。
翌年、4年生のシーズンでは、ESPNの評価では全米で80位の実力とされ、カリフォルニア州全体でも7番目の選手であると評価された。そして、247スポーツでは100点満点中89点の選手として評価された。
成績としては、前年を上回る試合平均19.5点を記録し、ミッションビエホ高校は州大会の準々決勝まで駒を進めている。

### 大学

#### ボイシ州立大学
1年生の時、ハッチソンはNCAAトーナメントでデイトン大学に負けるまでの間、試合平均で3.1点を記録した。
2年生となった2015-16シーズンにおいて、彼は試合平均6.8点、4.1リバウンドを記録した。この年、チームメイトだったジェームズ・ウェブがチームを去った事により、レオン・ライス監督はハッチソンをオフェンスの要としてみなし始め、ハッチソンもそれに応えて体を鍛え、シュート力を向上させた。
そして迎えた3年生のシーズン、試合平均17.4点、7.8リバウンド、2.6アシスト、3ポイントシュート成功率37.7%という、前年と比べて大きく成績を伸ばし、彼にとって飛躍の年となった。
また、2017年ドラフトにエントリーする事を一度は宣言したが後に撤回、4年生としてチームに残る事を決めた。
4年生のシーズンはハッチソンにとって輝きに満ちた物であり、試合平均20点、7.7リバウンドを記録した。その優れた記録から、彼はマウンテン・ウェスト・カンファレンス内のファーストチームに選出された。獲得こそ叶わなかったが、ジェリー・ウェスト賞(優れたシューティングガードに与えられる賞)のトップ10候補に挙げられ、ネイ・スミス賞のトップ30候補に選ばれた。

### NBA

#### シカゴ・ブルズ
2018年6月21日に行われたNBAドラフトにおいて、シカゴ・ブルズから全体22位指名、その後の2018年7月3日に正式に契約をかわしてプロ選手としてのキャリアがスタートした。

#### ワシントン・ウィザーズ
2021年3月25日のボストン・セルティックスを交えた3チーム間トレードにより、ワシントン・ウィザーズに移籍した。
2021年8月6日、5チーム間の大型トレードで、サンアントニオ・スパーズにトレードされ、9月4日、解雇された。

#### フェニックス・サンズ
2021年9月7日、フェニックス・サンズと2ウェイ契約を結んだ。しかし、出場機会を得られず、2022年1月4日に解雇された。

#### スーフォールズ・スカイフォース
2022年2月1日、スーフォールズ・スカイフォースと契約した。アトランタ・ホークスのサマーリーグに参加したが 、ロースター入りできず、スカイフォースでNBAGリーグシーズンをプレーした。2022年11月29日、26歳で引退した。

#### 現役復帰
2024年10月25日、現役復帰すると表明した上で、NBAGリーグドラフトに参加し、10月27日にはクリーブランド・チャージへの加入が発表された。

## 個人成績

### Regular season
| シーズン | チーム                 | GP | GS | MPG  | FG%  | 3P%  | FT%   | RPG | APG | SPG | BPG | PPG |
| -------- | ---------------------- | -- | -- | ---- | ---- | ---- | ----- | --- | --- | --- | --- | --- |
| 2018–19  | シカゴ・ブルズ         | 44 | 14 | 20.3 | .459 | .280 | .605  | 4.2 | .8  | .5  | .1  | 5.2 |
| 2019–20  | シカゴ・ブルズ         | 28 | 10 | 18.8 | .457 | .316 | .590  | 3.9 | .9  | 1.0 | .3  | 7.8 |
| 2020–21  | シカゴ・ブルズ         | 7  | 0  | 9.1  | .278 | .333 | 1.000 | 2.9 | .6  | .1  | .0  | 1.9 |
| 2020–21  | ワシントン・ウィザーズ | 18 | 1  | 15.7 | .400 | .368 | .826  | 3.2 | .7  | .6  | .6  | 5.2 |
| Career   | Career                 | 97 | 25 | 18.2 | .441 | .309 | .638  | 3.8 | .8  | .6  | .2  | 5.7 |

### Playoffs
| シーズン | チーム                 | GP | GS | MPG | FG%  | 3P% | FT%   | RPG | APG | SPG | BPG | PPG |
| -------- | ---------------------- | -- | -- | --- | ---- | --- | ----- | --- | --- | --- | --- | --- |
| 2021     | ワシントン・ウィザーズ | 2  | 0  | 9.0 | .400 | —   | 1.000 | 1.5 | .5  | .0  | .0  | 3.0 |
| Career   | Career                 | 2  | 0  | 9.0 | .400 | —   | 1.000 | 1.5 | .5  | .0  | .0  | 3.0 |

### 大学
| シーズン | チーム         | GP | GS | MPG  | FG%  | 3P%  | FT%  | RPG | APG | SPG | BPG | TO  | PPG  |
| -------- | -------------- | -- | -- | ---- | ---- | ---- | ---- | --- | --- | --- | --- | --- | ---- |
| 2014–15  | ボイシ州立大学 | 29 | 18 | 12.3 | .356 | .286 | .649 | 2.0 | 0.8 | 0.5 | 0.1 | 0.5 | 3.1  |
| 2015–16  | ボイシ州立大学 | 31 | 8  | 19.8 | .497 | .231 | .636 | 4.1 | 1.3 | 0.7 | 0.4 | 1.0 | 6.8  |
| 2016–17  | ボイシ州立大学 | 32 | 32 | 31.7 | .495 | .377 | .665 | 7.8 | 2.6 | 1.2 | 0.2 | 2.7 | 17.4 |
| 2017–18  | ボイシ州立大学 | 31 | 31 | 31.0 | .475 | .385 | .728 | 7.7 | 3.5 | 1.5 | 0.3 | 3.4 | 20.0 |